# Čerkazovići
Čerkazovići (cyr. Черказовићи) – wieś w Bośni i Hercegowinie, w Republice Serbskiej, w gminie Jezero. W 2013 roku liczyła 95 mieszkańców.